# Laquenexy
Laquenexy (Duits: Kenchen) is een gemeente in het Franse departement Moselle in de regio Grand Est.

## Geschiedenis
De gemeente maakte deel uit van het kanton Pange in het arrondissement Metz-Campagne tot op 22 maart 2015 beide werden opgeheven. Bazoncourt werd opgenomen in het nieuwgevormde kanton Le Pays Messin, dat onderdeel werd van het arrondissement Metz.
Het dorp was bezit van de Abbaye Saint-Vincent de Metz in de gelijknamige Vrije rijksstad.

## Geografie
De gemeente wordt gevormd door de plaats Villers-Laquenexy met 995 inwoners (2005) en de directe omgeving. De oppervlakte van Laquenexy bedraagt 9,1 km², de bevolkingsdichtheid is 109,3 inwoners per km².
De onderstaande kaart toont de ligging van Laquenexy met de belangrijkste infrastructuur en aangrenzende gemeenten.

## Demografie
Onderstaande figuur toont het verloop van het inwonertal (bron: INSEE-tellingen).